# Jan Klamut (fizyk)

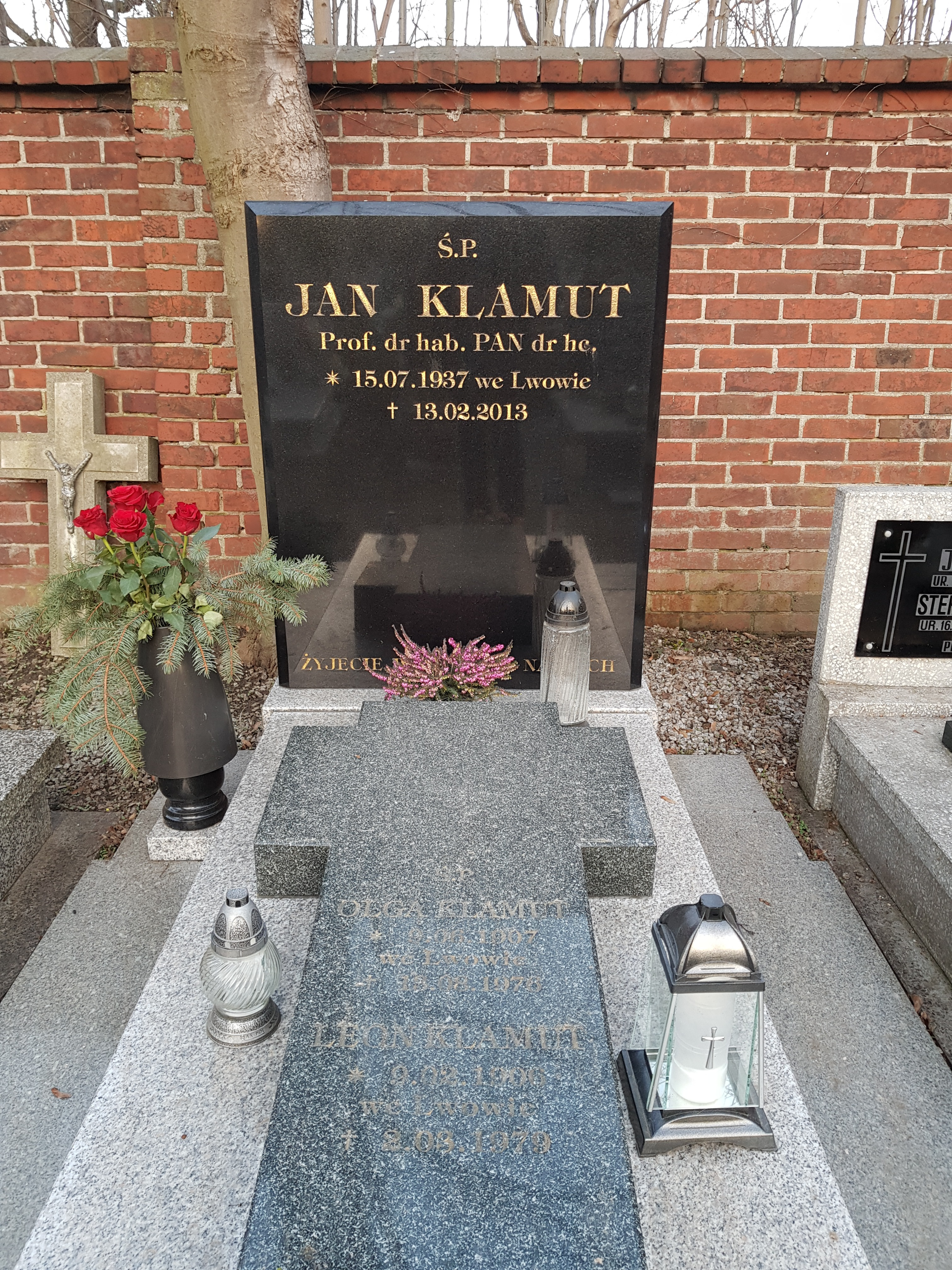
Grób prof. Klamuta na cmentarzu św. Wawrzyńca we Wrocławiubł

Jan Andrzej Klamut (ur. 15 lipca 1936 we Lwowie, zm. 13 lutego 2013 we Wrocławiu) – polski fizyk, profesor, specjalizujący się w fizyce fazy skondensowanej - teorii magnetycznych przemian fazowych, także w fizyce nadprzewodnictwa, w tym nadprzewodnictwa wysokotemperaturowego.

## Życiorys

### Działalność naukowa
Syn Leona i Olgi. Od 1980 profesor nauk fizycznych, w latach 1984–1992 oraz 1999–2002 dyrektor Instytutu Niskich Temperatur i Badań Strukturalnych im. Włodzimierza Trzebiatowskiego PAN, w latach 1993–2012 dyrektor Międzynarodowego Laboratorium Silnych Pól Magnetycznych i Niskich Temperatur PAN (obecnie część INTiBS PAN).
Członek Komitetu Fizyki PAN (od 1978), Komitetu „Polska 2000” PAN (1984–1987), Polskiego Towarzystwa Fizycznego (od 1960), Polskiego Towarzystwa Chemicznego (od 1990), także członek International Inst. of Refrigeration w Paryżu (1985–1993) oraz European Physical Society (od 1990). Doktor honoris causa Rosyjskiej Akademii Nauk (od 2001).
Został odznaczony Krzyżem Komandorskim Orderu Odrodzenia Polski (2005) i Orderem Przyjaźni (Rosja, 2004).

### Działalność polityczna
Był działaczem Zrzeszenia Studentów Polskich. W latach 1965–1974 radny Rady Narodowej miasta Wrocławia. W okresie 1981–1984 Sekretarz Komitetu Wojewódzkiego PZPR we Wrocławiu. W 1989 r. brał udział w obradach Okrągłego Stołu, w sekcji zajmującej się nauką i oświatą.

### Działalność turystyczna
Był działaczem Studenckiego Koła Przewodników Sudeckich, członkiem założycielem i jednym z prezesów Akademickiego Klubu Turystycznego, w latach 1957-1975 jednym z najaktywniejszych członków Koła Przewodników, później Studenckiego Koła Przewodników Sudeckich. Brał udział w wyprawach wrocławskiej Sekcji Grotołazów do jaskini Czarnej. 

## Wybrane publikacje
- Wstęp do fizyki przejść fazowych (współaut.), wyd. Ossolineum 1979
- Fizyka i chemia ciała stałego, wybrane zagadnienia (współred.), wyd. Ossolineum 1977
- materiały cyklicznych ogólnopolskich Konferencji Nadprzewodnictwa (współred., w Komitecie Programowym od roku 1988
- historia powstania i rozwoju Instytutu Niskich Temperatur i Badań Strukturalnych PAN z okazji jubileuszu trzydziestolecia Instytutu w 1996[16]
- materiały konferencji międzynarodowych, m.in. Recent Developments in High Temperature Superconductivity, wyd. Springer-Verlag 1996, New Developments in High Temperature Superconductivity, wyd. Springer-Verlag 2000 (współred.)
- zbiór esejów Aby nie obtłuściła się dusza Twoja, wyd. Elipsa 2010[17]